# Corps Borussia Halle
Le Corps Borussia Halle est une fraternité étudiante du convent des anciens d'Halle (de). En tant que corps du Kösener Senioren-Convents-Verband (KSCV), il est combattant portant couleur (de). Il réunit des étudiants et anciens étudiants de l'ancienne université Frédéric, aujourd'hui l'université Martin-Luther de Halle-Wittemberg et l'université Johannes-Gutenberg de Mayence.

## Couleurs et armoiries
Les couleurs du corps sont noir-blanc-noir sur percussion argent. La devise est Virtus fidesque bonorum corona !
Le blason est écartelé et surmonté d'un écusson en forme de cœur. Il montre en haut à droite les couleurs du Corps, en haut à gauche l'aigle de Prusse, en bas à droite l'emblème de la Confédération, deux battes croisées accompagnées des lettres PCAH (pour la devise d'armes Pro circulo atque honore) et entourées d'une couronne de feuillage, en bas à gauche en noir un ouroboros d'or comme signe de l'alliance de vie. L'écusson en forme de cœur montre en blanc le compas noir du Corps.

## Histoire

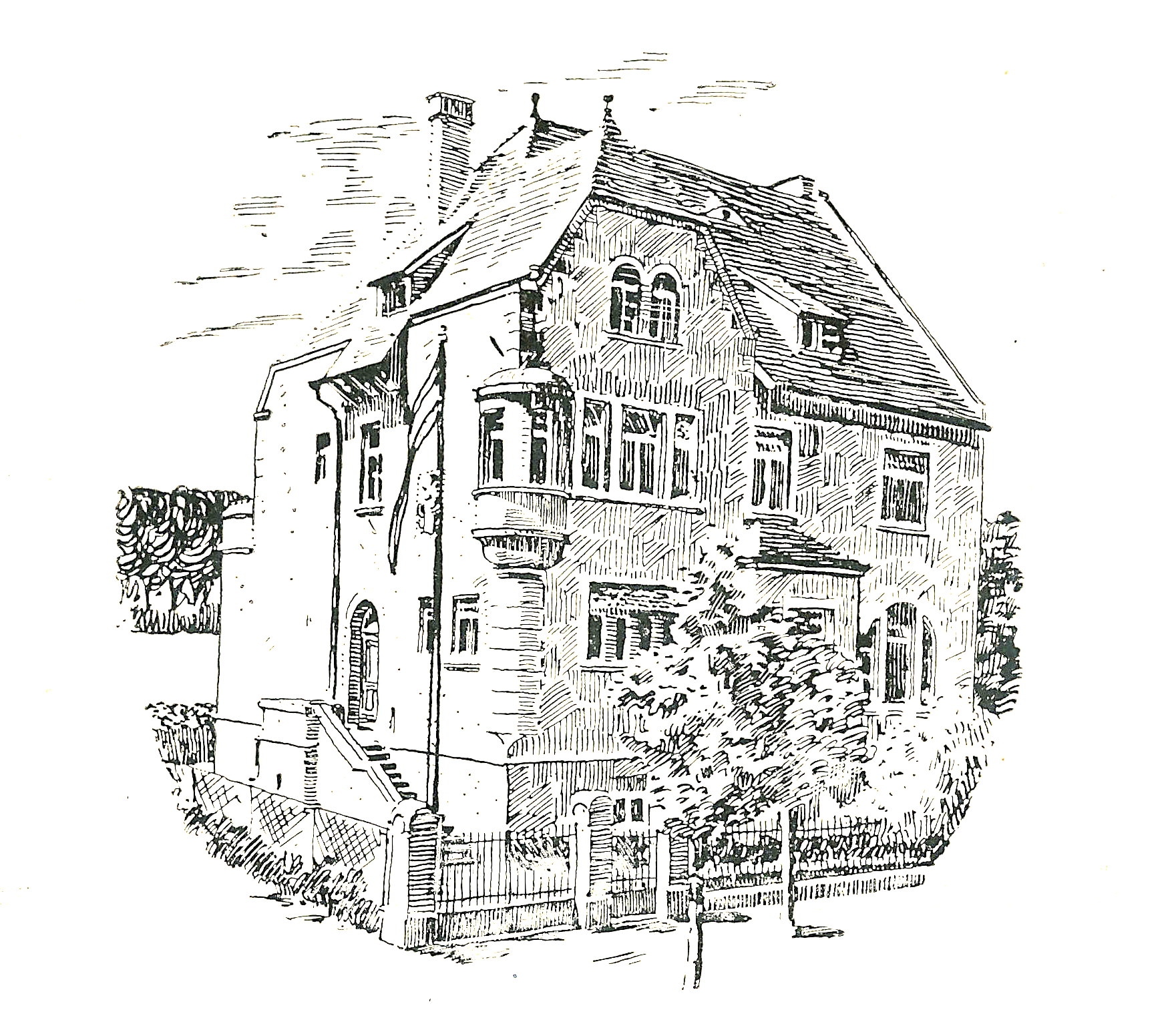
Maison du corps au 41 Burgstraße

Le corps est fondé le 6 novembre 1836 à l'université Frédéric, ce qui en fait la deuxième plus ancienne association d'étudiants active à Halle-sur-Saale après le Corps Guestphalia Halle (de) et après son antidatation. Dans les premières décennies, le Borussia est fortement influencé par les théologiens protestants. L'un des représentants les plus éminents est l'aumônier conservateur de la cour prussienne Adolf Stoecker.
Comme tous les autres corps, les Prussiens fréquentent d'abord plusieurs auberges de Halle. L'union plus étroite des anciens membres permet en 1887 l'achat de la première maison de corps, qui est remplacée, lorsqu'elle ne répond plus aux exigences des actifs, par un nouveau bâtiment conçu pour les besoins du corps dans la Burgstraße. La nouvelle maison est inaugurée le 3 août 1906 à l'occasion de la 70e fête de la fondation.
Borussia fait partie des cinq corps qui, à l'été 1934, refusent d'exclure les "juifs apparentés", comme l'exige le cercle général allemand des armes (de). Elle est donc exclue du KSCV et est ensuite suspendue du 12 juin au 14 octobre 1934. Dans le cadre de la dissolution des associations de corps et de la plupart des autres corps actifs en octobre 1935, la suspension définitive a lieu le 11 octobre 1935. L'association des anciens continue d'exister et soutient la création de la camaraderie Halle SC "Gustav Nachtigal".
Puisqu'une résurrection en RDA n'est pas possible, le Borussia participe d'abord à la fondation du corps successeur de Saxonia Halle à Francfort-sur-le-Main après la Seconde Guerre mondiale. Le 6 novembre 1955, le Borussia se reconstitue en tant que corps indépendant à l'Université Johannes-Gutenberg de Mayence et rejoint le Convent des anciens de Mayence.
Après la réunification allemande, le corps retourne à Halle en novembre 1991, où une nouvelle maison du corps est acquise au 10 Ernst-König-Strasse.

## Relations avec les autres corps

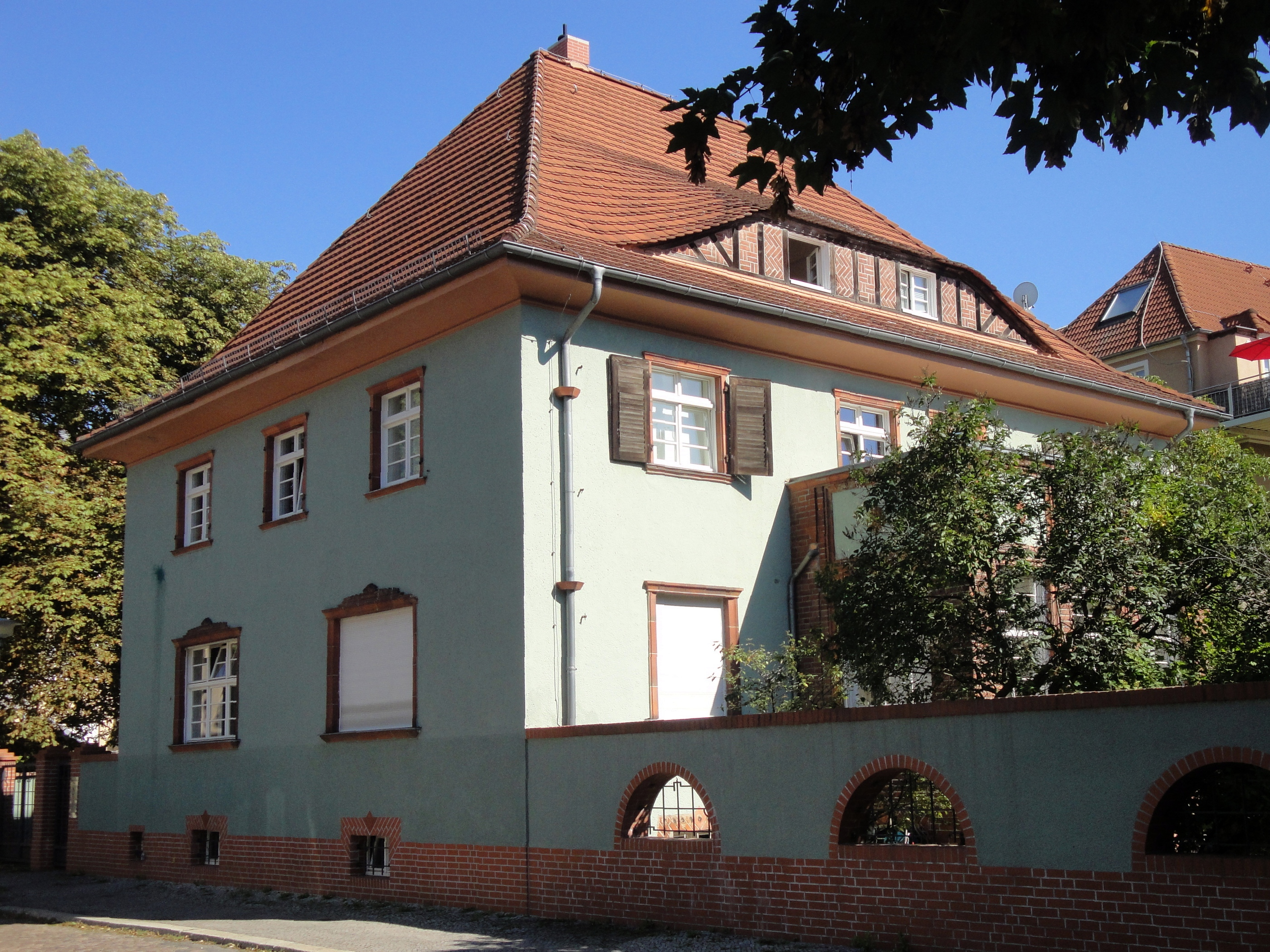
Maison du corps au 10 Ernst-König-Strasse

Le Borussia Halle est l'un des corps indépendants.
Cartels
Lusatia Leipzig
Nassovia
Hasso-Nassovia
Corps ami
Normannia Berlin
Palatia-Guestphalia (de)
Suevia München (de)
Silesia (de)
Teutonia Graz (de)

## Membres
Par ordre alphabétique
- Ernst-August Ahrens (de) (1860–1926) agriculteur , député de la chambre des représentants de Prusse
- Carl Bassenge (de) (1822–1890), juge de district, député de la chambre des représentants de Prusse, premier maire d'Hirschberg-des-Monts-des-Géants
- Lothar Bassenge (de) (1818–1889), président du tribunal de district, député de la chambre des représentants de Prusse
- Erich Bauer (de) (1890-1970), juge et étudiant historien
- Albert Ferdinand Heinrich Berndt (de) (1820–1879) directeur du tribunal de district, député de la chambre des représentants de Prusse
- Hugo Böhlau (de) (1833–1887), avocat pénal et procédural
- Otto Böhme (de) (1876–1956), administrateur de l'arrondissement de Simmern
- Hermann Daubenspeck (de) (1831-1915), juge du Reich
- Arthur Daehnke (de) (1872-1932), magistrat, le "Grand Prophète"
- Hermann Duddenhausen (de) (1826–1912), conseiller d'administration supérieur
- Adolf Feuerhake (de) (1903-1986), agriculteur et fonctionnaire du ministère de Rhénanie-du-Nord-Westphalie
- Heyo Eckel (de) (né en 1935), président de l'Association médicale d'État de Basse-Saxe
- Helmut Gabbert (de) (né en 1950), professeur à l'Université Heinrich-Heine de Düsseldorf et directeur médical adjoint de l'hôpital universitaire de Düsseldorf (de) (2006-2015)
- Johannes Geppert (de) (1820-1890), avocat, membre et premier vice-président de la Chambre des représentants de Prusse
- Hermann Gocht (de) (1869-1938), pionnier de l'orthopédie allemande
- Karl Gossel (1892-1966), député du Bundestag
- Horst-Günther Güttner (de) (1912-1983), pathologiste
- Gottfried Hagemann (de) (1864-1918), administrateur de l'arrondissement de Karthaus et de l'arrondissement de Marienbourg (de)
- Curt Hoff (de) (1888–1950), député du Reichstag
- Erich Hüttenhein (de) (1889–1945), administrateur de l'arrondissement de Regenwalde (de)
- Karl von Jacobi (de) (1828-1903), secrétaire d'État au Trésor du Reich
- Günther Jaenicke (de) (1914–2008), expert en droit international
- Rolf Kreienberg (de) (1946–2021), gynécologue et professeur d'université
- Lothar Kreuz (de) (1888-1969), orthopédiste, dernier recteur de l'Université Frédéric-Guillaume de Berlin
- Julius Lindemann (de) (1822–1886), chanteur d'opéra
- Franz von Löher (de) (1818-1892), avocat, historien, défenseur de la justice et de la liberté
- Richard Pott (de) (1844-1903), professeur de pédiatrie
- Robert Eduard Prutz (1816-1872), dramaturge, publiciste du Vormärz
- Hermann Rassow (de) (1819-1907), philologue classique, inspecteur supérieur des écoles du Grand-duché de Saxe-Weimar-Eisenach
- Otto Ringleb (de) (1875-1946), urologue
- Albert Ruppersberg (de) (1854-1930), éducateur et chercheur local en Sarre
- Max Schede (de) (1844-1902), chirurgien, fondateur du nouvel hôpital général Eppendorf à Hambourg
- Waldemar Scheithauer (de) (1864-1942), industriel
- Curt Schlüter (de) (1881-1944), scientifique et entrepreneur
- Carl Theodor Schmidt (de) (1817–1887), éducateur, député du Reichstag
- Erich Schmidt (de) (mort en 1945), administrateur de l'arrondissement de Sternberg-Ouest
- Hermann Adolf Schulze (de) (1883–1934), membre du conseil d'administration de l'usine de lignite de Bitterfeld Grube Leopold AG
- Bernhard Schweineberg (de) (1828-1902), maire de Mühlhausen, député de la chambre des seigneurs de Prusse
- Friedrich Schwiening (de) (1851-1935), maire d'Aurich
- Bernhard Sommerlad (de) (1905-1979), journaliste et libraire d'édition
- Gustav Spener (de) (1826-1907), Go. Oberjustizrat, député de la chambre des représentants de Prusse
- Adolf Stoecker (1835-1909), théologien, aumônier de la cour, député au Reichtag
- Christian Thieme (de) (né en 1972), maire de Zeitz
- Rudolf von Versen (de) (1829-1894), administrateur de l'arrondissement de Bublitz (de)
- Ernst Volkmann (de) (1881–1959), avocat financier
- Hermann Wasserfuhr (de) (1823–1897), hygiéniste
- Hans-Günther Weber (de) (1916-2003), directeur général de Brunswick
- Gustav Wegscheider (de) (1819–1893), médecin, fondateur de la Société d'obstétrique de Berlin
- Adolph Samuel Wendisch (de) (1821–1869), juge, député de la chambre des représentants de Prusse
- Ulrich Wille (1848-1925), général de l'armée suisse